# スワコプムント

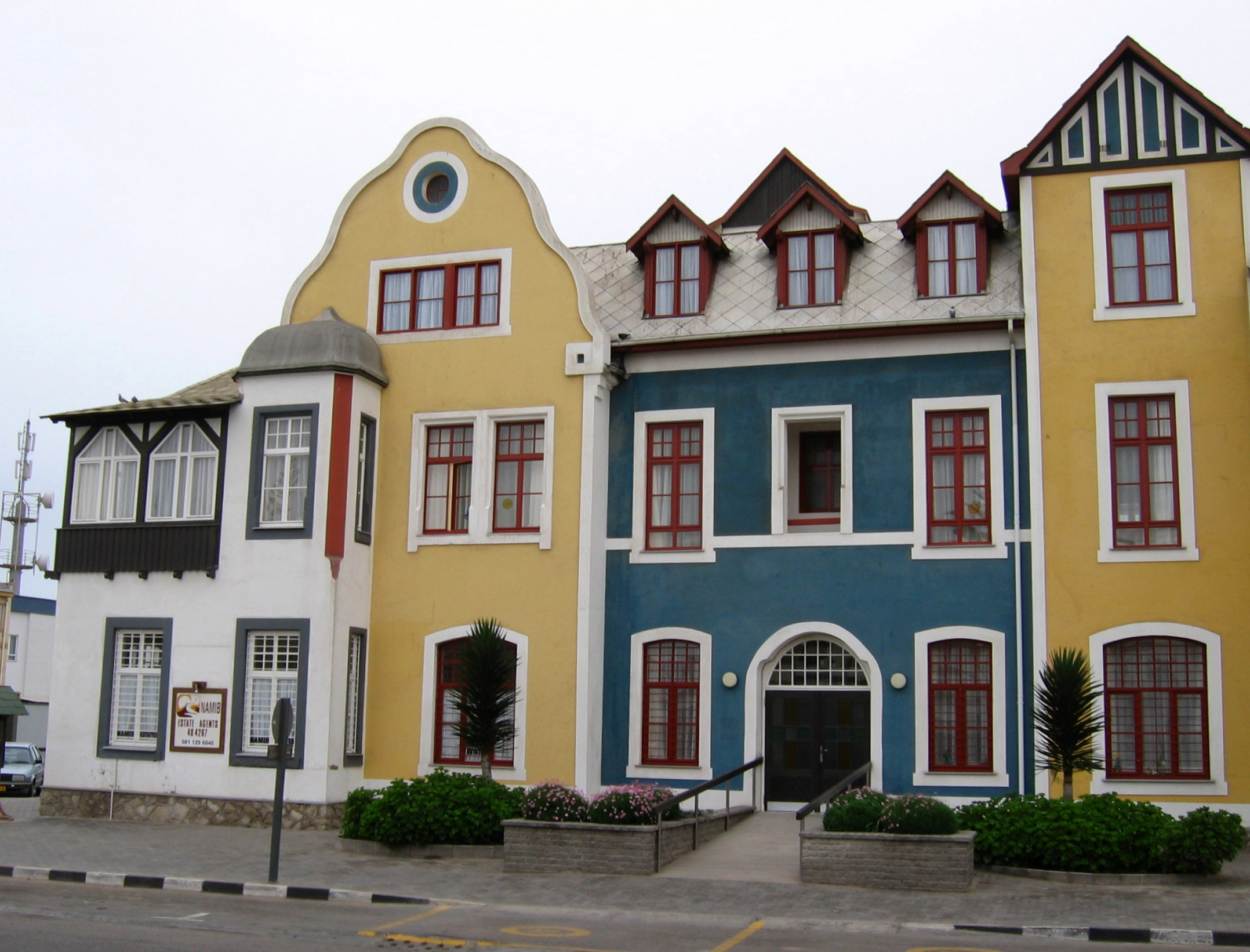
スワコプムントの家

スワコプムント(ドイツ語: Swakopmund)はナミビアの大西洋に面した都市である。人口は28,552人（2007年）.
。エロンゴ州の州都でもある。

## 概要
ナミビア第一のビーチリゾート地であり、夏期には首都ウィントフックなどの内陸の都市から多くの人が避暑に訪れる。
この都市はドイツ植民地の建築様式を最も良く留める都市の一つである。

## 歴史
1892年にドイツ領南西アフリカの主要港として建設された。

## 交通

### 道路
- 国道B2号 (ナミビア)